# Chlorochaeta bajularia
Chlorochaeta bajularia là một loài bướm đêm trong họ Geometridae.